# Rudolf Demme
Rudolf Demme (3 de Junho de 1894 — 5 de Janeiro de 1975) foi um general alemão que serviu nas duas guerras mundiais.

## Biografia
Foi um oficial cadete em 1914 e lutou na Primeira Guerra Mundial 1914-18 como um Leutnant. Deixou o Exército em 1919, retornando ao serviço ativo na Reichswehr como um Hauptmann em 1934. Estava com a patente de Major no início da Segunda Guerra Mundial, comandou o Pi.Btl.58 com a patente de Oberstleutnant (1 de Outubro de 1941) e após Gr.Rgt.59 (1 de Junho de 1942).
Promovido para Oberst em 1 de Julho de 1943, foi o comandante interino da 17ª Divisão Panzer de 19 de Setembro até 1 de Dezembro de 1944. Se tornou Generalmajor em 1 de Março de 1945, e mais tarde assumiu o comando da 132ª Divisão de Infantaria.
Foi feito prisioneiro pelos Soviéticos, e libertado em 1955 falecendo em Meckenheim em 5 de Janeiro de 1975.

## Condecorações
Foi condecorado com a Cruz de Cavaleiro da Cruz de Ferro (14 de agosto de 1943), com Folhas de Carvalho (28 de julho de 1944, n°537) e a Cruz Germânica em Ouro (20 de setembro de 1942).